# Sinularia hirta
Sinularia hirta is een zachte koraalsoort uit de familie Alcyoniidae. De koraalsoort komt uit het geslacht Sinularia. Sinularia hirta werd in 1903 voor het eerst wetenschappelijk beschreven door Pratt. 